# جان هارولد برونوند
جان هارولد برونوند (انگلیسی: Jan Harold Brunvand؛ زادهٔ ۲۳ مارس ۱۹۳۳) انسان‌شناس، و جامعه‌شناس اهل ایالات متحده آمریکا است.
وی همچنین برندهٔ جوایزی همچون برنامه فولبرایت شده‌است.